# Kubische kromme van Darboux
De kubische kromme van Darboux is de gepivoteerde isogonale kubische kromme in het vlak van een gegeven driehoek met daarvan het punt van De Longchamps, met kimberlingnummer {\displaystyle X(20)}, als pivot. De kromme is naar Gaston Darboux genoemd.

## Vergelijking
In barycentrische coördinaten is de vergelijking van de kubische kromme van Darboux
{\displaystyle {\begin{array}{lll}{\mathcal {K}}:&(-3a^{4}+2a^{2}(b^{2}+c^{2})+(b^{2}-c^{2})^{2})x(c^{2}y^{2}-b^{2}z^{2})&+\\&(-3b^{4}+2b^{2}(a^{2}+c^{2})+(a^{2}-c^{2})^{2})y(a^{2}z^{2}-c^{2}x^{2})&+\\&(-3c^{4}+2c^{2}(a^{2}+b^{2})+(a^{2}-b^{2})^{2}))z(b^{2}x^{2}-a^{2}y^{2})&=0\end{array}}}

## Eigenschappen
- De kubische kromme van Darboux is de meetkundige plaats van punten met een voetpuntsdriehoek die ook ceva-driehoek is. De punten die de ceva-driehoek maken liggen op de kubische kromme van Lucas. Er zijn enige varianten op deze beschrijving van de meetkundige plaats.
- De kubische kromme van Darboux is puntsymmetrisch ten opzichte van het middelpunt van de omgeschreven cirkel.

## Punten op de kromme
- Middelpunt van de ingeschreven cirkel[1]
- Middelpunt van de omgeschreven cirkel
- Hoogtepunt
- Punt van De Longchamps
- Punt van Bevan